# You Don't Know Her Like I Do
"You Don't Know Her Like I Do" é uma canção do artista americano  Brantley Gilbert. Foi lançada em dezembro de 2011 como o segundo single da edição deluxe do seu  álbum  Halfway to Heaven de 2010. A música foi escrita por Gilbert e Jim McCormick.

## Vídeo musical
O vídeo musical foi dirigido por Justin Key e lançado em dezembro de 2011. É composto por cenas nos bastidores da sua turnê, além de mostrar Gilbert performando a canção em um concerto.

## Recepção
Bobby Peacock do Roughstock deu a canção quatro de cinco estrelas, descrevendo-a como "uma excelente escolha de single" e escrevendo que "a voz grave de Brantley é apaixonante, vulnerável e talvez apenas um pouco provocante".

## Paradas musicais
"You Don't Know Her Like I Do" estreou em 52 na parada Billboard Hot Country Songs na semana de 17 de dezembro de 2011. Também se tornou o segundo single consecutivo do cantor na 1ª colocação em julho de 2012. A canção vendeu 999,000 cópias nos Estados Unidos até abril de 2014.
| Parada (2011-2012)                           | Melhor posição |
| -------------------------------------------- | -------------- |
| Canadá (Canadian Hot 100)                    | 73             |
| Estados Unidos (Billboard Hot 100)           | 49             |
| Estados Unidos (Billboard Hot Country Songs) | 1              |

| País           | Associação | Certificação | Vendas     |
| -------------- | ---------- | ------------ | ---------- |
| Estados Unidos | RIAA       | Platina      | 1,000,000^ |